# Aeonium urbicum
Aeonium urbicum là một loài thực vật có hoa trong họ Crassulaceae. Loài này được (C.Sm. ex Hornem.) Webb & Berthel. miêu tả khoa học đầu tiên năm 1841.